# Focke-Wulf P VII
Focke-Wulf Project VII «Flitzer» — проект реактивного истребителя фирмы Focke-Wulf.

## История
В марте 1943 года конструкторское бюро в Бремене начало разработку одноместного однодвигательного двухбалочного реактивного истребителя Project VI. По такой же схеме ранее был сделан Де Хэвиленд DH.100 «Вампир» — второй реактивный самолёт британских Королевских ВВС.

## Описание конструкции
Расчётная скорость предыдущего самолёта «Project VI» оказывалась недостаточной, поэтому конструкторское бюро перенесло воздухозаборники с носовой части фюзеляжа в корневые части крыла. Так же был заужен фюзеляж и изменено остекление кабины. Для увеличения скороподъёмности в хвостовой части разместили жидкостный ракетный двигатель HWK 109-509. В феврале 1944 года был построен полноразмерный деревянный макет самолёта и продут в аэродинамической трубе. Но самолёт не заинтересовал Имперское министерство авиации и проект был закрыт.